# Мидлпорт (Охајо)
Мидлпорт (енгл. Middleport) град је у америчкој савезној држави Охајо.

## Демографија
По попису из 2010. године број становника је 2.530, што је 5 (0,2%) становника више него 2000. године.
| Група             | 2000.         | 2010.         |
| Белци             | 2.402 (95,1%) | 2.380 (94,1%) |
| Афроамериканци    | 60 (2,4%)     | 77 (3,0%)     |
| Азијати           | 4 (0,2%)      | 5 (0,2%)      |
| Хиспаноамериканци | 14 (0,6%)     | 15 (0,6%)     |
| Укупно            | 2.525         | 2.530         |